# Belonella borealis
Belonella borealis är en bläckfiskart som beskrevs av Nesis 1972. Belonella borealis ingår i släktet Belonella och familjen Cranchiidae. Inga underarter finns listade i Catalogue of Life.